# Intention de génocide
En droit international pénal, l'intention de génocide (ou intention de détruire) est la mens rea du génocide. Outre la preuve des éléments moraux d'actes prohibés en vertu de la Convention pour la prévention et la répression du crime de génocide, le droit international exige la preuve de l'intention spéciale (dolus specialis) de détruire un groupe protégé, qui peut être national, ethnique, racial ou religieux.

## Mise en contexte ː l'actus reus du génocide
Le génocide est défini à l'article II de la Convention pour la prévention et la répression du crime de génocide comme comportant les actes suivants, dans l'« intention de détruire »ː 

« l'un quelconque des actes ci-après commis dans l'intention de détruire, en tout ou en partie, un groupe national, ethnique, racial ou religieux, comme tel :
a) meurtre de membres du groupe ;
b) atteinte grave à l'intégrité physique ou mentale de membres du groupe ;
c) soumission intentionnelle du groupe à des conditions d'existence devant entraîner sa destruction physique totale ou partielle ;
d) mesures visant à entraver les naissances au sein du groupe ;
e) transfert forcé d'enfants du groupe à un autre groupe. »

Ces cinq actes concernent l'actus reus du génocide. Il est établi que le génocide peut s'effectuer autrement que par le meurtre, car, entre autres, lorsqu'un groupe national, ethnique, racial ou religieux est partiellement ou totalement privé de ses enfants par des déplacements sous contrainte mus par une volonté d'assimilation forcée, cela risque d'entraîner la disparition à court ou à moyen terme du groupe. Cela explique pourquoi des pays qui ne pratiquent pas d'exterminations à grande échelle peuvent dans certains cas être crédiblement accusés de génocide par des experts juridiques, par exemple le Canada dans le cadre de sa politique de pensionnats autochtones et la continuité de cette politique dans d'autres actions comme la rafle des années 60, la rafle du millénaire et l'indifférence systémique de la gendarmerie nationale face aux meurtres et disparitions de femmes autochtones
.
Bien que la majeure partie de la jurisprudence et la doctrine internationales concerne des massacres de masse en vertu de l'article II a) («  meurtre de membres du groupe »), la Cour internationale de justice commence depuis quelque temps à examiner d'autres cas allégués de génocide comme l'affaire de l'enlèvement d'enfants ukrainiens par la Russie.

## La mens rea du génocide ː l'intention de détruire en tout ou en partie, un groupe national, ethnique, racial ou religieux
L'intention de détruire est décrite avec précision dans la jurisprudence de la Cour internationale de justice ou dans des décisions rendues par des tribunaux spéciaux comme le Tribunal pénal international pour le Rwanda ou le Tribunal pénal international pour l'ex-Yougoslavie. 
En raison des mots « en tout ou en partie », il est admis qu'il n'est pas nécessaire de souhaiter la destruction de la totalité d'un groupe protégé, cela peut concerner la destruction partielle du groupe dans des massacres à plus petite échelle, par exemple le massacre de Srebrenica (8 372 morts) commis lors de la guerre en Bosnie-Herzégovine.  

### Arrêt Bosnie-Herzégovine c. Serbie-et-Montenegrɒ
Dans l'arrêt Bosnie-Herzégovie du 26 février 2007, la CIJ adopte une approche en deux étapes ː prouver les éléments moraux des actes prohibés en question, par ex. prouver l'intention de meurtre, puis prouver l'intention de détruire le groupe protégé en tant que telː 

« 5).
À ces éléments moraux, l’article II en ajoute un autre. Il exige que soit établie l’«intention de détruire, en tout ou en partie, [le] groupe
[protégé]..., comme tel». Il ne suffit pas d’établir, par exemple aux termes du litt. a), qu’a été commis le meurtre de membres du groupe, c’est-à-dire un homicide volontaire, illicite, contre ces personnes. Il faut aussi établir une intention supplémentaire, laquelle est définie de manière très précise. Elle est souvent qualifiée d’intention particulière ou spécifique, ou dolus specialis; dans le présent arrêt, elle sera généralement qualifiée d’«intention spécifique (dolus specialis)». Il ne suffit pas que les membres du groupe soient pris pour cible en raison de leur appartenance à ce groupe,
c’est-à-dire en raison de l’intention discriminatoire de l’auteur de l’acte. Il faut en outre que les actes visés à l’article II soient accomplis dans l’intention de détruire, en tout ou en partie, le groupe comme tel. Les termes « comme tel » soulignent cette intention de détruire le groupe protégé. »

Dans l'arrêt Bosnie-Herzégovine, la CIJ cite une décision du Tribunal pénal international pour l'ex-Yougoslavie, l'arrêt Arrêt Kupreškic et consorts, qui replace l'intention de génocide dans le contexte d'actes criminels qui lui sont apparentés, comme les crimes contre l'humanité et la persécution ː 

« S’agissant de l’élément moral, on peut donc dire que le génocide est une forme de persécution extrême, sa forme la plus inhumaine. En d’autres termes, quand la persécution atteint sa forme extrême consistant en des actes intentionnels et délibérés destinés à détruire un groupe en tout ou en partie, on peut estimer qu’elle constitue un génocide. »

### Arrêt Akayesu
Dans l'arrêt Akayesu, le Tribunal spécial pour le Rwanda décrit en ces mots l'intention de génocide ː 

« [TRADUCTION]
[498.]
Le génocide se distingue des autres crimes par le fait qu'il implique une intention spéciale, ou dolus specialis. L'intention spéciale d'un crime est l'intention spécifique, requise comme élément constitutif du crime, qui exige que l'auteur cherche clairement à commettre l'acte reproché. Ainsi, l'intention spéciale du crime de génocide réside dans « l'intention de détruire, en tout ou en partie, un groupe national, ethnique, racial ou religieux, comme tel ».
[499.] Ainsi, pour qu'un crime de génocide soit commis, il est nécessaire que l'un des actes énumérés à l'article 2(2) du Statut soit commis, que cet acte soit commis contre un groupe spécifiquement ciblé, qu'il s'agisse d'un groupe national, ethnique, racial ou religieux. Par conséquent, afin de clarifier les éléments constitutifs du crime de génocide, la Chambre se prononcera d’abord sur les actes visés aux articles 2(2)(a) à 2(2)(e) du Statut, les groupes protégés par la Convention sur le génocide et l’intention spéciale (ou dolus specialis) nécessaire pour que le génocide puisse avoir lieu. »

### Exemple contraire où l'intention de génocide n'est pas prouvée ː arrêt Croatie c. Serbie
Dans l'arrêt Croatie c. Serbie, qui concerne les déplacements forcés de non-Serbes lors des guerres de Yougoslavie, souvent qualifiés de « nettoyage ethnique », la CIJ rappelle que « pour qu’une ligne de conduite soit admise en tant que preuve de l’intention de détruire le groupe, en tout ou en partie, il faut qu'elle ne puisse qu’en dénoter l’existence. Cela signifie, selon la Cour, que l’intention de détruire le groupe, en tout ou en partie, doit être la seule
déduction raisonnable que l’on puisse faire de la ligne de conduite ».
Toutefois, en l'espèce « il ressort des conclusions du TPIY que ces actes n’ont pas été commis dans l’intention de détruire les Croates, mais dans celle de les forcer à quitter les régions concernées afin qu’un État serbe ethniquement homogène puisse être créé. La Cour souscrit à cette conclusion. »